# Geoffrey Finsberg
Geoffrey Finsberg, baron Finsberg, (13 juin 1926 - 8 octobre 1996) est un homme politique conservateur britannique. Il est député de Hampstead de 1970 à 1983, et de Hampstead & Highgate, de 1983 à 1992.

## Jeunesse
Finsberg est né à Hampstead en 1926 dans une famille juive dévote, qui est politiquement inclinée vers les conservateurs. Fils unique de Montefiore Finsberg, et de May Finsberg (née Grossman), il fait ses études à la Hendon County Grammar School et à la City of London School. De 1944 à 1947, il travaille dans des mines de charbon en tant que Bevin Boy, cette période couvrant la dernière partie de la Seconde Guerre mondiale. Finsberg travaille à la mine Glapwell dans le Derbyshire ; en 1993, il est élu premier président de la Bevin Boys Association,,,.

## Carrière politique

### Gouvernement local
Dès son plus jeune âge, Finsberg milite au Parti conservateur et est président fondateur des Jeunes conservateurs de Mansfield de 1946 à 1947; c'est l'endroit où il travaille en tant que Bevin Boy. Il est ensuite président des jeunes conservateurs de Hampstead, à l'âge de 22 ans, à une époque où la circonscription compte près de 1 000 membres du parti. Avant d'avoir 23 ans, Finsberg est élu conseiller de l'arrondissement métropolitain de Hampstead aux élections locales de 1949, représentant le quartier West End. La même année, il devient membre du comité exécutif de l'Union nationale des associations conservatrices et unionistes, fonction qu'il occupe jusqu'en 1979.
Finsberg tient à entrer au Parlement et, avec beaucoup d'autres, il envisage de destituer le député conservateur sortant de Hampstead, Charles Challen, et de le remplacer par Henry Brooke. Ce dernier est réélu aux élections générales de 1950, et devient plus tard ministre de l'Intérieur. Selon The Times, Finsberg "se voyait dans la ligne directe de succession".
En 1953, il part pour représenter le quartier central de Hampstead en tant que conseiller, où il domine le scrutin, répétant ce résultat aux élections de 1956. Il est ensuite réélu lors des deux élections municipales suivantes. Aux élections générales de 1955, il se présente au Parlement dans le siège travailliste d'Islington East, sans succès.
Il devient juge de paix pour Inner London en 1962. En 1965, les arrondissements de Londres sont réorganisés et Finsberg part dans le nouvel arrondissement de Camden, qui remplace son ancienne autorité locale. Il est élu dans le quartier Hampstead Central de Camden lors des élections inaugurales de 1964 et devient chef du conseil en 1968, poste qu'il occupe jusqu'en 1970. Finsberg reste conseiller de Camden jusqu'en 1974,.
Il est vice-président (1969-1971) et vice-président de l'Association of Municipal Corporations (1971-1974) : Patrick Cosgrave, écrivant dans The Independent, déclare plus tard que Finsberg « avait une compréhension profonde, et presque tactile, de la façon dont le gouvernement fonctionnait et il était un formidable administrateur. Peu osaient croiser son chemin car, en plus d'être immensément bien informé, il pouvait être exceptionnellement vaniteux et autoritaire ; et il n'a pas oublié les inimitiés.". De 1972 à 1975, Finsberg est président du comité du gouvernement local conservateur de la région du Grand Londres.

### Au Parlement
Aux élections générales de 1970, alors qu'il est encore conseiller, Finsberg est élu député de Hampstead, battant le député travailliste sortant Benjamin Whitaker par une marge de seulement 474 voix. Finsberg célèbre cette victoire en faisant tamponner « 474 » sur la plaque d'immatriculation de sa voiture. La même année, il devient membre du comité restreint des dépenses, y restant jusqu'en 1979.
Finsberg est porte-parole de l'opposition sur le Grand Londres de 1974 à 1979, et membre de l'exécutif du comité 1922, représentant les députés d'arrière-ban conservateur, de 1974 à 1975. De plus, il est vice-président de l'organisation du Parti conservateur de 1975 à 1979 .
Tout au long de son mandat au Parlement, la circonscription de Finsberg reste marginale, ses victoires ayant toujours moins de 10 % d'avance sur son plus proche rival. Aux élections générales de 1979, il gagne contre Ken Livingstone du Labour, futur chef du Conseil du Grand Londres et maire de Londres.
Après la victoire électorale des conservateurs, il occupe deux postes ministériels subalternes, en tant que sous-secrétaire d'État parlementaire au ministère de l'Environnement (1979-1981) et au ministère de la Santé et de la Sécurité sociale (1981-1983). Le Times suggère plus tard que son incapacité à progresser davantage « pourrait être due à son manque d'enthousiasme. Son personnage public était terne; en privé, il pourrait être un compagnon amusant."
Avec des changements de limites, Finsberg devient le député de Hampstead et Highgate aux élections générales de 1983, au cours desquelles il bat un représentant de l'aile gauche travailliste, John McDonnell. Cette année-là, Finsberg redevient vice-président de l'organisation du Parti conservateur, occupant ce poste jusqu'en 1987. De 1986 à 1989, il est président du comité exécutif de la région du Grand Londres de l'Union nationale des associations conservatrices et unionistes.
En 1983, Finsberg devient membre de l'Assemblée parlementaire du Conseil de l'Europe et de l'Union de l'Europe occidentale ; en 1987, il en devient le chef de délégation. Il est président de l'Assemblée parlementaire du Conseil de l'Europe de 1991 à 1992, « qu'il a présidée avec l'aplomb dont il avait fait preuve quarante ans auparavant à Hampstead », note  le Times, ajoutant : « Il était l'un des présidents de la nature, rapide dans la conduite des affaires.".
Finsberg est le vice-président fondateur de la branche parlementaire des Amis conservateurs d'Israël. Pendant la Guerre du Kippour de 1973 il vote contre le gouvernement Heath dans un vote sur un embargo sur les armes.
Finsberg prend sa retraite du Parlement lors des élections générales de 1992, au cours desquelles son siège est conquis par Glenda Jackson du parti travailliste, battant le conservateur Oliver Letwin. Il est créé pair à vie en 1992 sous le nom de baron Finsberg, de Hampstead dans l'arrondissement londonien de Camden.

## Hors Parlement
En dehors de la politique, Finsberg est actif dans les affaires et les œuvres caritatives. De 1968 à 1979, il est contrôleur du personnel et conseiller en chef des relations industrielles chez Great Universal Stores. Finsberg est membre (de 1983 à 1986) et vice-président (de 1986 à 1989) du Conseil régional du Sud-Est de la Trustee Savings Bank (TSB). Il est également membre du Post Office Users National Council de 1970 à 1977 et membre du Conseil de la Confédération de l'industrie britannique (CBI) de 1968 à 1979, où il est président du Post Office Panel.
De 1993 à 1995, il est co-trésorier national du Conseil des chrétiens et des juifs ; il en devient le secrétaire national honoraire conjoint en 1995. Finsberg est mécène de l'Association Maccabi de Grande-Bretagne et, en 1993, est administrateur de la Fondation Marie Curie contre le cancer. Il est également vice-président et mécène à vie de l'Aliyah des enfants et des jeunes. De plus, Finsberg est gouverneur de l'University College School de Hampstead.
Finsberg est membre de l'Institute of Personnel Management en 1975. Il est nommé membre de l'Ordre de l'Empire britannique (MBE) lors des distinctions honorifiques du Nouvel An de 1959 et fait chevalier lors des distinctions honorifiques du Nouvel An de 1984. En dehors du Royaume-Uni, Finsberg reçoit l'Ordre du Mérite d'Autriche en 1989 et, l'année suivante, devient Commandeur de l'Ordre d'Isabelle la Catholique en Espagne.

## Vie privée
En 1969, Finsberg épouse Pamela Benbow Hill; elle est décédée en 1989 et l'année suivante, il épouse Yvonne Elizabeth Sarch (née Wright), qui est une vieille amie. Ils n'ont pas d'enfants. Il est membre du Carlton Club et du Marylebone Cricket Club.
Finsberg est mort le 8 octobre 1996, à l'âge de 70 ans, à Stockholm.